# 山西枪弹厂旧址
山西枪弹厂旧址，位于山西省吕梁市中阳县车鸣峪乡车鸣峪村，已列为山西省文物保护单位。

## 保护
2021年8月4日，山西枪弹厂旧址由山西省人民政府公布为第六批山西省文物保护单位，编号6-304。